# Adi Nes

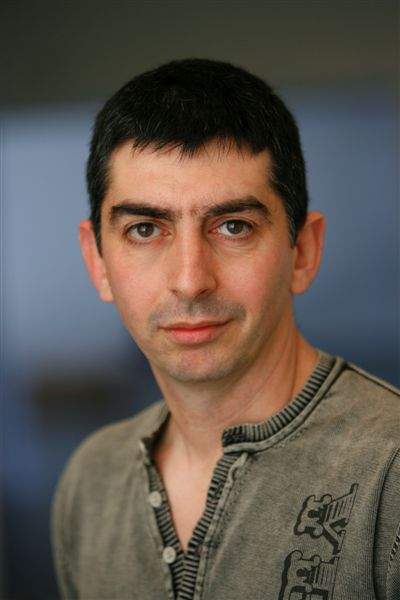
Adi Nes, 2010

Adi Nes (עדי נס, geboren 1966 in Kirjat Gat) ist ein israelischer Fotograf. Er lebt und arbeitet in Tel Aviv.

## Leben und Werk
Adi Nes wuchs in einer sefardischen, aus dem Iran stammenden Familie in der israelischen Entwicklungsstadt Kirjat Gat auf. Er absolvierte seinen Militärdienst als Fluglotse bei den Luftstreitkräften und entschied sich dann für ein Kunststudium an der Bezalel Academy of Arts and Design. Eher zufällig bewarb er sich 1989 bei der Fakultät für Fotografie und reichte eine Mappe mit Zeichnungen ein. Wegen dieser ungewöhnlichen Selbstvorstellung erhielt er eine Zusage. 1992 schloss er sein Kunststudium ab. Sein Werk umfasst fünf Serien von Fotografien:
- Soldaten (Soldiers), 1994–2000;
- Jungen (Youths), 2000,
- Gefangene (Prisoners), 2003,
- Erzählungen der Bibel (Stories of the Bible) 2004–2007,
- Das Dorf (Village), 2007–2012.

Nes’ Fotografien sind sorgfältig inszeniert und zitieren Gemälde der Renaissance und des Barock, religiöse Stoffe und zeitgenössische israelische Kultur. Sie haben oft eine homoerotische Komponente. Bekannt wurde Nes durch seine erste Fotoserie Soldaten. Obwohl auch Frauen zur israelischen Armee eingezogen werden, konzentriert sich Nes auf Fotos männlicher Soldaten. Abweichend von der üblichen Darstellung des Militärs in der israelischen Gesellschaft, sind Nes’ Soldaten nicht im Einsatz zu sehen, sondern in Situationen zwischen den Einsätzen, essend, spielend oder schlafend: fragile Männer mit jungenhaften Zügen, die in Nes’ Interpretation für Humanität stehen und keinem bestimmten militärischen Konflikt zugeordnet sind. Nes dekonstruiert mit dieser Serie von Fotografien auch das zionistische Ideal des „Muskeljudentums“, indem er mehrfach ikonische Fotografien von seinen Modellen nachstellen lässt, aber der Szene eine neue Bedeutung gibt. Ein Beispiel ist das Foto aus dem Palästinakrieg, in dem israelische Soldaten am 10. März 1949 eine improvisierte Flagge in Um Rashrash (dem heutigen Eilat) hissen. Bei Adi Ness wird aus dieser heroischen Szene eine Art Kletterübung.
Nes’ Interpretation von Leonardo da Vincis Letztem Abendmahl zeigt israelische Soldaten in der Rolle von Jesus und den Aposteln. Dieses großformatige Foto wurde im Februar 2007 für $ 264.000 bei Sotheby’s versteigert und erzielte damit unter den Werken zeitgenössischer israelischer Künstler einen Rekordpreis. Es erschien 2008 auf der Titelseite der New York Times.
In der Serie Biblische Erzählungen stellt Nes Stoffe aus der Hebräischen Bibel oder dem Midrasch mit Anspielung auf berühmte Gemälde dar und bezieht sich auf aktuelle Probleme der israelischen Gesellschaft. Beispielsweise ist man bei der Darstellung von Ruth und Noomi an Jean-François Millets Ährenleserinnen erinnert. Anders als in der Bibel und bei Millet sind die beiden Frauen aber nicht bei der Erntearbeit zu sehen. Sie sammeln Früchte auf, die nach dem Abbau eines Wochenmarkts auf der Straße liegengeblieben sind.
Nes’ Werke wurden in mehreren Museen in Sonderausstellungen präsentiert: dem Contemporary Jewish Museum, San Francisco; dem Wexner Center for the Arts, Columbus; dem Tel Aviv Museum of Art und dem Museum of Contemporary Art, San Diego. In mehreren Museen, darunter dem Israel-Museum, Jerusalem, und dem Tel Aviv Museum of Art, sind Nes’ Fotografien zu sehen.

Fotografien von Adi Nes und die zitierten Werke
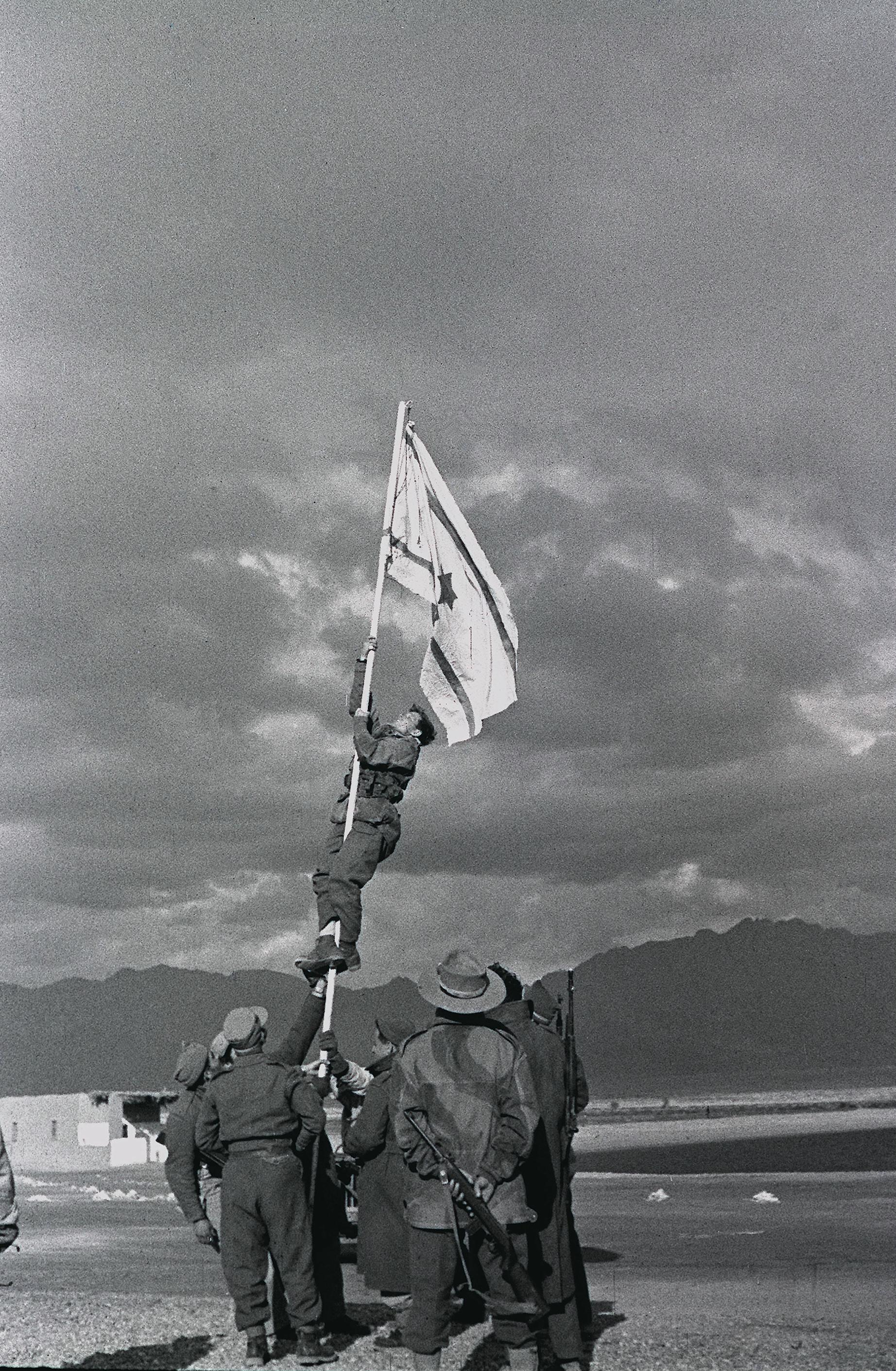
Um Rashrash 1949
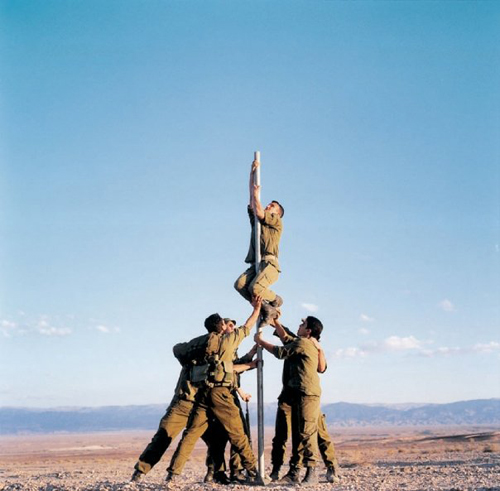
Adi Nes, ohne Titel, 1998
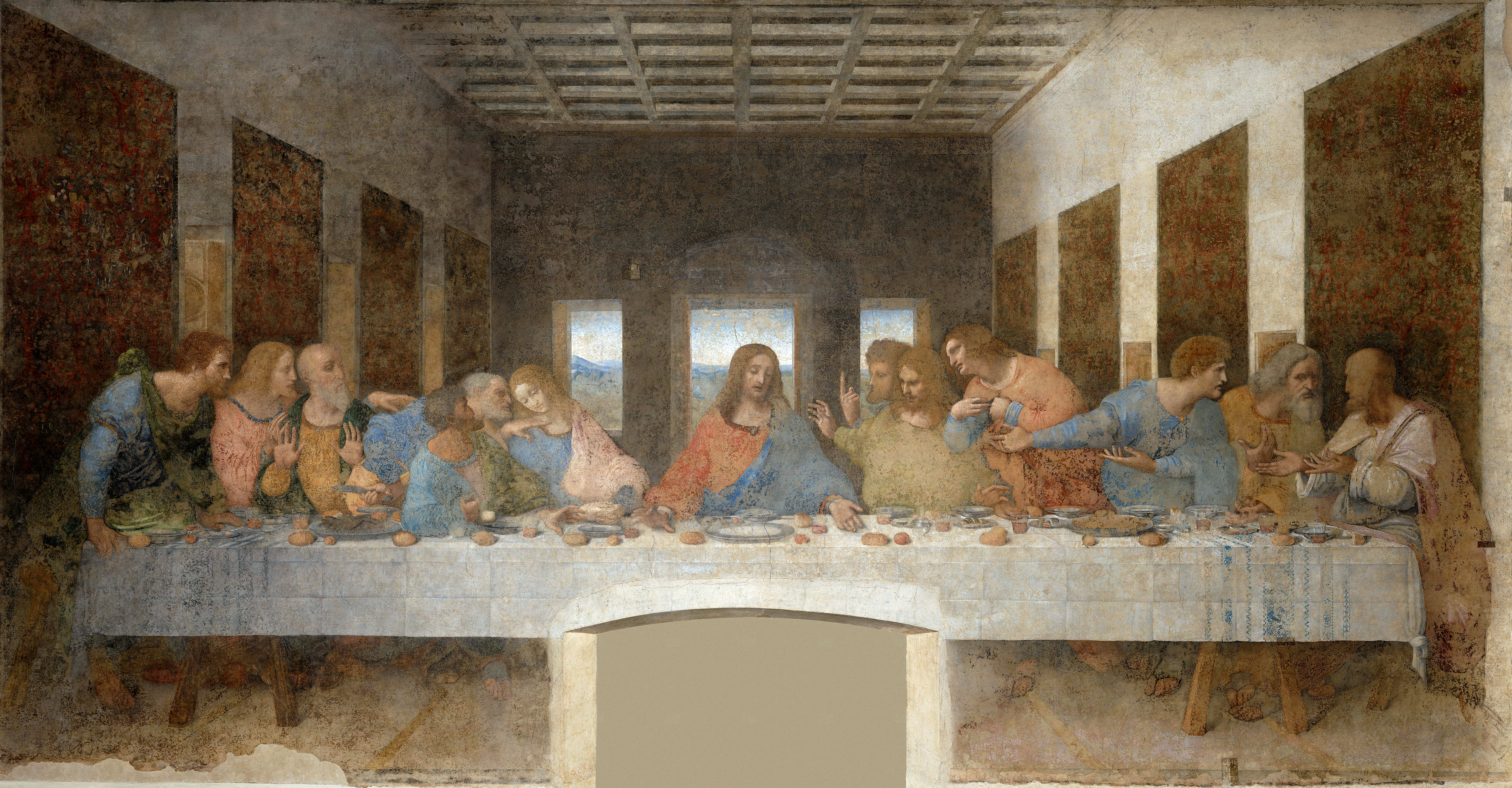
Leonardo da Vinci, Abendmahl
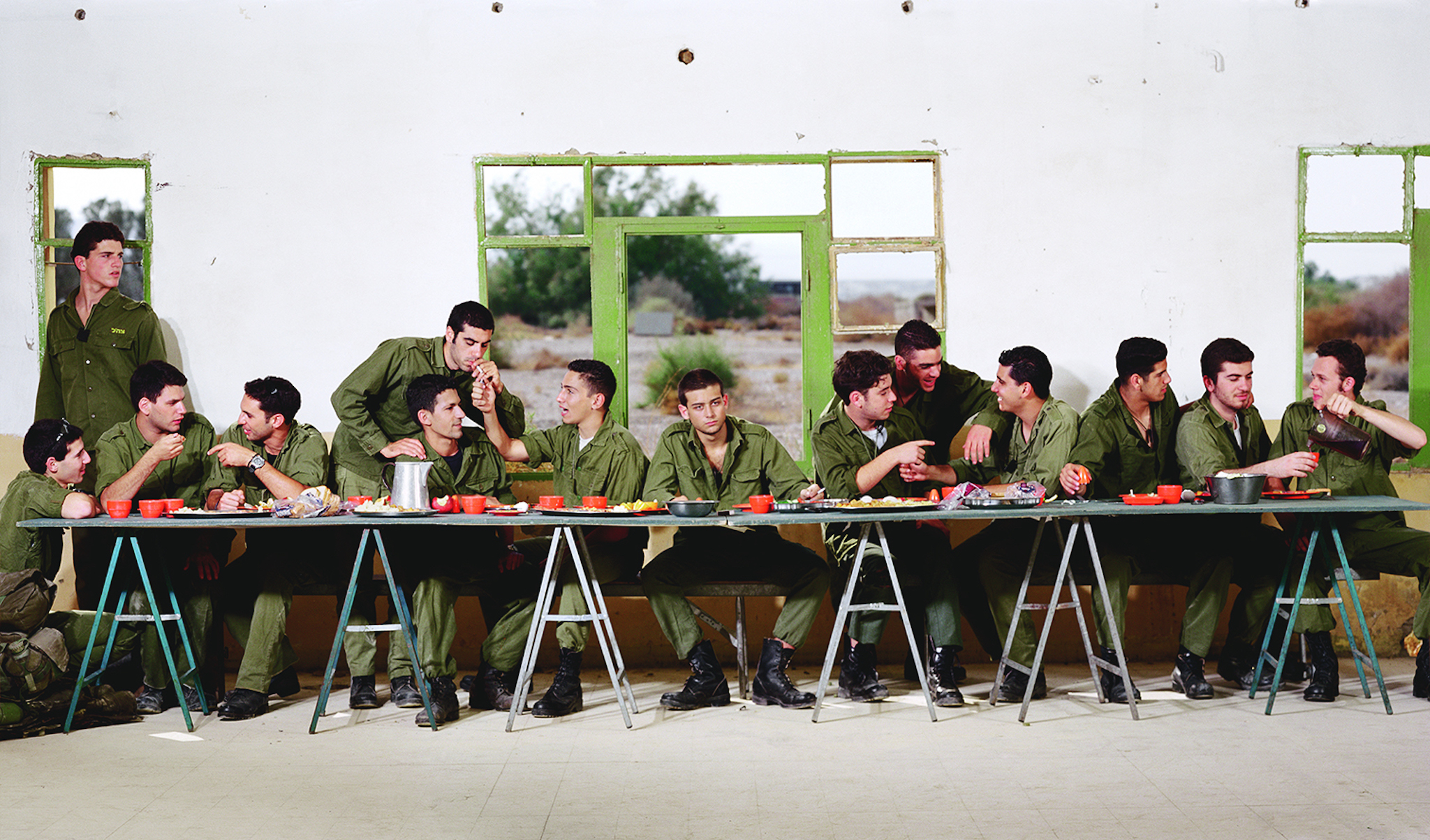
Adi Nes, ohne Titel, 1999
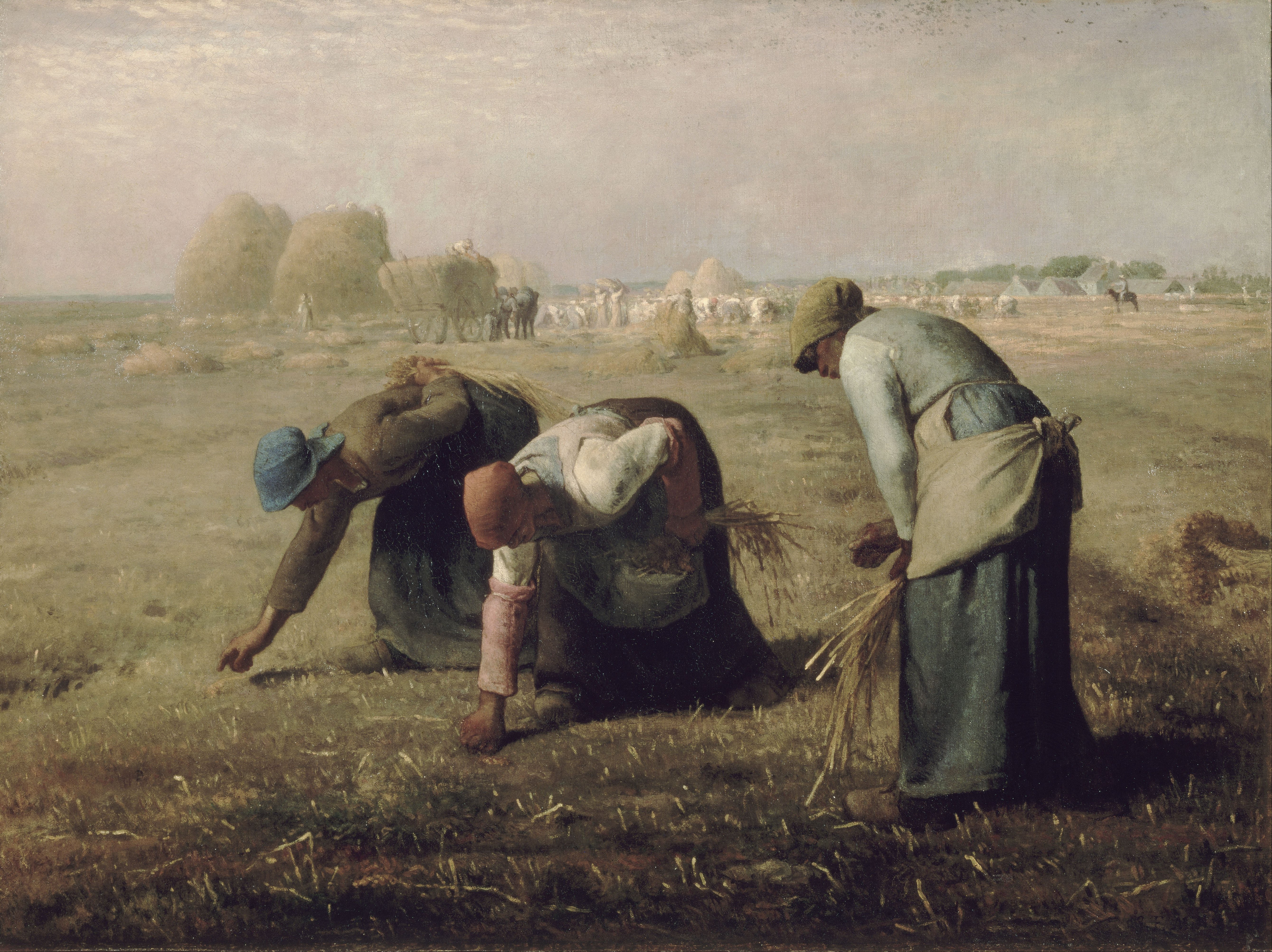
Millet, Ährenleserinnen
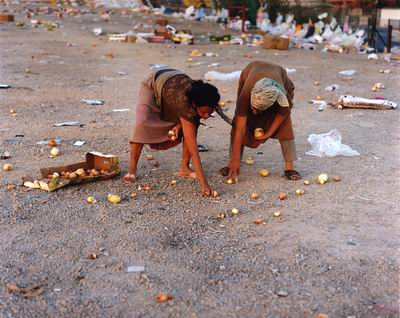
Adi Nes, ohne Titel 2006